# جورج فيتزجيرالد
جورج فيتزجيرالد (بالإنجليزية: George Francis FitzGerald)‏ (و. 1851 – 1901 م) هو فيزيائي، وأستاذ جامعي من جمهورية أيرلندا . ولد في دبلن .
وكان عضواً في الجمعية الملكية .
توفي في دبلن ، عن عمر يناهز 50 عاماً.

## التعليم
تعلم في كلية الثالوث (دبلن)

## جوائز
حصل على جوائز منها:
- زمالة الجمعية الملكية
- قلادة ملكية.

## روابط خارجية
- جورج فيتزجيرالد على موقع الموسوعة البريطانية (الإنجليزية)